# Albo d'oro della Coppa delle Coppe UEFA

## Albo d'oro
Elenco dei vincitori delle 39 finali di Coppa delle Coppe UEFA disputate dal 1961 al 1999:
| Edizione | Stagione | Data        | Nazionalità della squadra vincitrice | Vincitore (numero vittorie) | Finalista perdente  | Risultato     | Sede della finale                                      |
| -------- | -------- | ----------- | ------------------------------------ | --------------------------- | ------------------- | ------------- | ------------------------------------------------------ |
| I        | 1960-61  | 17 maggio   | Italia                               | Fiorentina                  | Rangers             | 2-0           | Glasgow - Ibrox Stadium                                |
| I        | 1960-61  | 27 maggio   | Italia                               | Fiorentina                  | Rangers             | 2-1           | Firenze - Stadio Comunale                              |
| II       | 1961-62  | 10 maggio   | Spagna                               | Atlético Madrid             | Fiorentina          | 1-1           | Glasgow - Hampden Park                                 |
| II       | 1961-62  | 5 settembre | Spagna                               | Atlético Madrid             | Fiorentina          | 3-0 (rep.)    | Stoccarda - Neckarstadion                              |
| III      | 1962-63  | 15 maggio   | Inghilterra                          | Tottenham                   | Atlético Madrid     | 5-1           | Rotterdam - Stadion Feijenoord                         |
| IV       | 1963-64  | 13 maggio   | Portogallo                           | Sporting Lisbona            | MTK Budapest        | 3-3           | Bruxelles - Heysel                                     |
| IV       | 1963-64  | 15 maggio   | Portogallo                           | Sporting Lisbona            | MTK Budapest        | 1-0 (rep.)    | Anversa - Bosuilstadion                                |
| V        | 1964-65  | 19 maggio   | Inghilterra                          | West Ham Utd                | Monaco 1860         | 2-0           | Londra - Wembley                                       |
| VI       | 1965-66  | 5 maggio    | Germania                             | Borussia Dortmund           | Liverpool           | 2-1 (dts)     | Glasgow - Hampden Park                                 |
| VII      | 1966-67  | 31 maggio   | Germania                             | Bayern Monaco               | Rangers             | 1-0 (dts)     | Norimberga - Frankenstadion                            |
| VIII     | 1967-68  | 22 maggio   | Italia                               | Milan                       | Amburgo             | 2-0           | Rotterdam - Stadion Feijenoord                         |
| IX       | 1968-69  | 21 maggio   | Cecoslovacchia                       | Slovan Bratislava           | Barcellona          | 3-2           | Basilea - Sankt Jakob Park                             |
| X        | 1969-70  | 29 aprile   | Inghilterra                          | Manchester City             | Górnik Zabrze       | 2-1           | Vienna - Prater                                        |
| XI       | 1970-71  | 19 maggio   | Inghilterra                          | Chelsea                     | Real Madrid         | 1-1           | Pireo - Karaiskákis                                    |
| XI       | 1970-71  | 21 maggio   | Inghilterra                          | Chelsea                     | Real Madrid         | 2-1 (rep.)    | Pireo - Karaiskákis                                    |
| XII      | 1971-72  | 24 maggio   | Scozia                               | Rangers                     | Dinamo Mosca        | 3-2           | Barcellona - Camp Nou                                  |
| XIII     | 1972-73  | 16 maggio   | Italia                               | Milan (2)                   | Leeds Utd           | 1-0           | Salonicco - Ethniko Kaftanzogleio Stadio Thessalonikis |
| XIV      | 1973-74  | 8 maggio    | Germania                             | Magdeburgo                  | Milan               | 2-0           | Rotterdam - Stadion Feijenoord                         |
| XV       | 1974-75  | 14 maggio   | Unione Sovietica                     | Dinamo Kiev                 | Ferencváros         | 3-0           | Basilea - Sankt Jakob Park                             |
| XVI      | 1975-76  | 5 maggio    | Belgio                               | Anderlecht                  | West Ham Utd        | 4-2           | Bruxelles - Heysel                                     |
| XVII     | 1976-77  | 11 maggio   | Germania                             | Amburgo                     | Anderlecht          | 2-0           | Amsterdam - Stadio Olimpico                            |
| XVIII    | 1977-78  | 3 maggio    | Belgio                               | Anderlecht (2)              | Austria Vienna      | 4-0           | Parigi - Parco dei Principi                            |
| XIX      | 1978-79  | 16 maggio   | Spagna                               | Barcellona                  | Fortuna Düsseldorf  | 4-3 (dts)     | Basilea - Sankt Jakob Park                             |
| XX       | 1979-80  | 14 maggio   | Spagna                               | Valencia                    | Arsenal             | 0-0 (5-4 dtr) | Bruxelles - Heysel                                     |
| XXI      | 1980-81  | 13 maggio   | Unione Sovietica                     | Dinamo Tbilisi              | Carl Zeiss Jena     | 2-1           | Düsseldorf - Rheinstadion                              |
| XXII     | 1981-82  | 12 maggio   | Spagna                               | Barcellona (2)              | Standard Liegi      | 2-1           | Barcellona - Camp Nou                                  |
| XXIII    | 1982-83  | 11 maggio   | Scozia                               | Aberdeen                    | Real Madrid         | 2-1 (dts)     | Göteborg - Ullevi                                      |
| XXIV     | 1983-84  | 16 maggio   | Italia                               | Juventus                    | Porto               | 2-1           | Basilea - Sankt Jakob Park                             |
| XXV      | 1984-85  | 15 maggio   | Inghilterra                          | Everton                     | Rapid Vienna        | 3-1           | Rotterdam - Stadion Feijenoord                         |
| XXVI     | 1985-86  | 2 maggio    | Unione Sovietica                     | Dinamo Kiev (2)             | Atlético Madrid     | 3-0           | Lione - Stade de Gerland                               |
| XXVII    | 1986-87  | 13 maggio   | Paesi Bassi                          | Ajax                        | Lokomotive Lipsia   | 1-0           | Atene - Olympiakó Stádio Spyros Louis                  |
| XXVIII   | 1987-88  | 11 maggio   | Belgio                               | Malines                     | Ajax                | 1-0           | Strasburgo - Stade de la Meinau                        |
| XXIX     | 1988-89  | 10 maggio   | Spagna                               | Barcellona (3)              | Sampdoria           | 2-0           | Berna - Wankdorf                                       |
| XXX      | 1989-90  | 9 maggio    | Italia                               | Sampdoria                   | Anderlecht          | 2-0 (dts)     | Göteborg - Ullevi                                      |
| XXXI     | 1990-91  | 15 maggio   | Inghilterra                          | Manchester Utd              | Barcellona          | 2-1           | Rotterdam - Stadion Feijenoord                         |
| XXXII    | 1991-92  | 6 maggio    | Germania                             | Werder Brema                | Monaco              | 2-0           | Lisbona - Estádio da Luz                               |
| XXXIII   | 1992-93  | 12 maggio   | Italia                               | Parma                       | Anversa             | 3-1           | Londra - Wembley Stadium                               |
| XXXIV    | 1993-94  | 4 maggio    | Inghilterra                          | Arsenal                     | Parma               | 1-0           | Copenaghen - Parken Stadium                            |
| XXXV     | 1994-95  | 10 maggio   | Spagna                               | Real Saragozza              | Arsenal             | 2-1 (dts)     | Parigi - Parco dei Principi                            |
| XXXVI    | 1995-96  | 8 maggio    | Francia                              | Paris Saint-Germain         | Rapid Vienna        | 1-0           | Bruxelles - Heysel                                     |
| XXXVII   | 1996-97  | 14 maggio   | Spagna                               | Barcellona (4)              | Paris Saint-Germain | 1-0           | Rotterdam - Stadion Feijenoord                         |
| XXXVIII  | 1997-98  | 13 maggio   | Inghilterra                          | Chelsea (2)                 | Stoccarda           | 1-0           | Stoccolma - Råsundastadion                             |
| XXXIX    | 1998-99  | 19 maggio   | Italia                               | Lazio                       | Maiorca             | 2-1           | Birmingham - Villa Park                                |

## Edizioni vinte e secondi posti per squadra
| Squadra             | Nazione          | Vittorie | Secondi posti | Finali giocate |
| ------------------- | ---------------- | -------- | ------------- | -------------- |
| Barcellona          | Spagna           | 4        | 2             | 6              |
| Anderlecht          | Belgio           | 2        | 2             | 4              |
| Milan               | Italia           | 2        | 1             | 3              |
| Chelsea             | Inghilterra      | 2        | 0             | 2              |
| Dinamo Kiev         | Unione Sovietica | 2        | 0             | 2              |
| Atlético Madrid     | Spagna           | 1        | 2             | 3              |
| Arsenal             | Inghilterra      | 1        | 2             | 3              |
| Rangers             | Scozia           | 1        | 2             | 3              |
| Ajax                | Paesi Bassi      | 1        | 1             | 2              |
| Amburgo             | Germania Ovest   | 1        | 1             | 2              |
| Parma               | Italia           | 1        | 1             | 2              |
| Paris Saint-Germain | Francia          | 1        | 1             | 2              |
| West Ham Utd        | Inghilterra      | 1        | 1             | 2              |
| Fiorentina          | Italia           | 1        | 1             | 2              |
| Sampdoria           | Italia           | 1        | 1             | 2              |
| Bayern Monaco       | Germania Ovest   | 1        | 0             | 1              |
| Manchester Utd      | Inghilterra      | 1        | 0             | 1              |
| Juventus            | Italia           | 1        | 0             | 1              |
| Borussia Dortmund   | Germania Ovest   | 1        | 0             | 1              |
| Tottenham           | Inghilterra      | 1        | 0             | 1              |
| Valencia            | Spagna           | 1        | 0             | 1              |
| Lazio               | Italia           | 1        | 0             | 1              |
| Aberdeen            | Scozia           | 1        | 0             | 1              |
| Malines             | Belgio           | 1        | 0             | 1              |
| Werder Brema        | Germania         | 1        | 0             | 1              |
| Real Saragozza      | Spagna           | 1        | 0             | 1              |
| Dinamo Tbilisi      | Unione Sovietica | 1        | 0             | 1              |
| Sporting Lisbona    | Portogallo       | 1        | 0             | 1              |
| Everton             | Inghilterra      | 1        | 0             | 1              |
| Magdeburgo          | Germania Est     | 1        | 0             | 1              |
| Manchester City     | Inghilterra      | 1        | 0             | 1              |
| Slovan Bratislava   | Cecoslovacchia   | 1        | 0             | 1              |
| Real Madrid         | Spagna           | 0        | 2             | 2              |
| Rapid Vienna        | Austria          | 0        | 2             | 2              |
| MTK Budapest        | Ungheria         | 0        | 1             | 1              |
| Monaco 1860         | Germania         | 0        | 1             | 1              |
| Liverpool           | Inghilterra      | 0        | 1             | 1              |
| Górnik Zabrze       | Polonia          | 0        | 1             | 1              |
| Dinamo Mosca        | Unione Sovietica | 0        | 1             | 1              |
| Leeds Utd           | Inghilterra      | 0        | 1             | 1              |
| Ferencváros         | Ungheria         | 0        | 1             | 1              |
| Austria Vienna      | Austria          | 0        | 1             | 1              |
| Fortuna Düsseldorf  | Germania         | 0        | 1             | 1              |
| Carl Zeiss Jena     | Germania Est     | 0        | 1             | 1              |
| Standard Liegi      | Belgio           | 0        | 1             | 1              |
| Porto               | Portogallo       | 0        | 1             | 1              |
| Lokomotive Lipsia   | Germania Est     | 0        | 1             | 1              |
| Monaco              | Francia          | 0        | 1             | 1              |
| Anversa             | Belgio           | 0        | 1             | 1              |
| Stoccarda           | Germania         | 0        | 1             | 1              |
| Maiorca             | Spagna           | 0        | 1             | 1              |

## Vittorie per nazione
| Nazione          | Vittorie | Finali perse | Squadre Vincitrici                                                                                              | Finali Perse                                                        |
| ---------------- | -------- | ------------ | --- | ------------------------------------------------------------------- |
| Inghilterra      | 8        | 5            | Chelsea (2), Arsenal (1), West Ham Utd (1), Manchester Utd (1), Tottenham (1), Everton (1), Manchester City (1) | Arsenal (2), West Ham Utd (1), Liverpool (1), Leeds Utd (1)         |
| Spagna           | 7        | 7            | Barcellona (4), Atlético Madrid (1), Valencia (1), Real Saragozza (1)                                           | Barcellona (2), Atlético Madrid (2), Real Madrid (2), Maiorca (1)   |
| Italia           | 7        | 4            | Milan (2), Fiorentina (1), Juventus (1), Sampdoria (1), Parma (1), Lazio (1)                                    | Milan (1), Fiorentina (1), Sampdoria (1), Parma (1)                 |
| Germania         | 4        | 4            | Amburgo (1), Bayern Monaco (1), Borussia Dortmund (1), Werder Brema (1)                                         | Amburgo (1), Monaco 1860 (1), Fortuna Dusseldorf (1), Stoccarda (1) |
| Unione Sovietica | 3        | 1            | Dinamo Kiev (2), Dinamo Tbilisi (1)                                                                             | Dinamo Mosca (1)                                                    |
| Belgio           | 3        | 4            | Anderlecht (2), Malines (1)                                                                                     | Anderlecht (2), Standard Liegi (1), Anversa (1)                     |
| Scozia           | 2        | 2            | Rangers (1), Aberdeen (1)                                                                                       | Rangers (2)                                                         |
| Portogallo       | 1        | 1            | Sporting Lisbona (1)                                                                                            | Porto (1)                                                           |
| Cecoslovacchia   | 1        | 0            | Slovan Bratislava (1)                                                                                           |                                                                     |
| Germania Est     | 1        | 2            | Magdeburgo (1)                                                                                                  | Carl Zeiss Jena (1), Lokomotive Lipsia (1)                          |
| Paesi Bassi      | 1        | 1            | Ajax (1) | Ajax (1)                                                            |
| Francia          | 1        | 2            | Paris Saint-Germain (1)                                                                                         | Paris Saint-Germain (1), Monaco (1)                                 |
| Austria          | 0        | 3            | | Rapid Vienna (2), Austria Vienna (1)                                |
| Ungheria         | 0        | 2            | | MTK Budapest (1), Ferencvaros (1)                                   |
| Polonia          | 0        | 1            | | Gornik Zabrze (1)                                                   |

## Sedi delle finali

### Sedi delle finali per stadio
| Pos. | Stadio                                     | Finali |
| ---- | ------------------------------------------ | ------ |
| 1    | Stadion Feijenoord                         | 6      |
| 2    | Sankt Jakob Park                           | 4      |
| 2    | Heysel                                     | 4      |
| 4    | Hampden Park                               | 2      |
| 4    | Stadio Geōrgios Karaiskakīs                | 2      |
| 4    | Camp Nou                                   | 2      |
| 4    | Ullevi                                     | 2      |
| 4    | Wembley                                    | 2      |
| 4    | Parco dei Principi                         | 2      |
| 10   | Ibrox Stadium                              | 1      |
| 10   | Stadio Comunale                            | 1      |
| 10   | Neckarstadion                              | 1      |
| 10   | Bosuilstadion                              | 1      |
| 10   | Frankenstadion                             | 1      |
| 10   | Prater                                     | 1      |
| 10   | Ethniko Kaftanzogleio Stadio Thessalonikis | 1      |
| 10   | Stadio Olimpico                            | 1      |
| 10   | Stade de Gerland                           | 1      |
| 10   | Olympiako Stadio Spyros Louīs              | 1      |
| 10   | Stadio della Meinau                        | 1      |
| 10   | Stadio Wankdorf                            | 1      |
| 10   | Estádio da Luz                             | 1      |
| 10   | Stadio Parken                              | 1      |
| 10   | Råsundastadion                             | 1      |
| 10   | Villa Park                                 | 1      |

### Sedi delle finali per città
| Pos. | Città      | Finali |
| ---- | ---------- | ------ |
| 1    | Rotterdam  | 6      |
| 2    | Basilea    | 4      |
| 2    | Bruxelles  | 4      |
| 4    | Glasgow    | 3      |
| 5    | Pireo      | 2      |
| 5    | Londra     | 2      |
| 5    | Barcellona | 2      |
| 5    | Parigi     | 2      |
| 5    | Göteborg   | 2      |
| 10   | Firenze    | 1      |
| 10   | Stoccarda  | 1      |
| 10   | Anversa    | 1      |
| 10   | Norimberga | 1      |
| 10   | Vienna     | 1      |
| 10   | Salonicco  | 1      |
| 10   | Amsterdam  | 1      |
| 10   | Lione      | 1      |
| 10   | Atene      | 1      |
| 10   | Strasburgo | 1      |
| 10   | Berna      | 1      |
| 10   | Lisbona    | 1      |
| 10   | Copenaghen | 1      |
| 10   | Stoccolma  | 1      |
| 10   | Birmingham | 1      |

### Sedi delle finali per nazione
| Pos. | Nazione     | Finali |
| ---- | ----------- | ------ |
| 1    | Paesi Bassi | 7      |
| 2    | Svizzera    | 5      |
| 2    | Belgio      | 5      |
| 4    | Francia     | 4      |
| 4    | Grecia      | 4      |
| 6    | Scozia      | 3      |
| 6    | Inghilterra | 3      |
| 6    | Germania    | 3      |
| 6    | Svezia      | 3      |
| 10   | Spagna      | 2      |
| 11   | Italia      | 1      |
| 11   | Austria     | 1      |
| 11   | Portogallo  | 1      |
| 11   | Danimarca   | 1      |